# Causalité au sens de Granger
La causalité a été introduite dans l'analyse économétrique par Wiener (1956) et Granger (1969).
À l'origine, on retrouve la formalisation de la notion de causalité en physique, notamment dans les travaux d'Isaac Newton sur la force motrice (cause) et le changement de mouvement (effet). Dans ce cas, la notion de causalité traduit un principe d’après lequel si un phénomène est la cause d’un autre phénomène, nommé « effet », alors ce dernier ne peut pas précéder la cause. Cependant, sa définition conceptuelle remonte aux discours d'Aristote ou de David Hume.

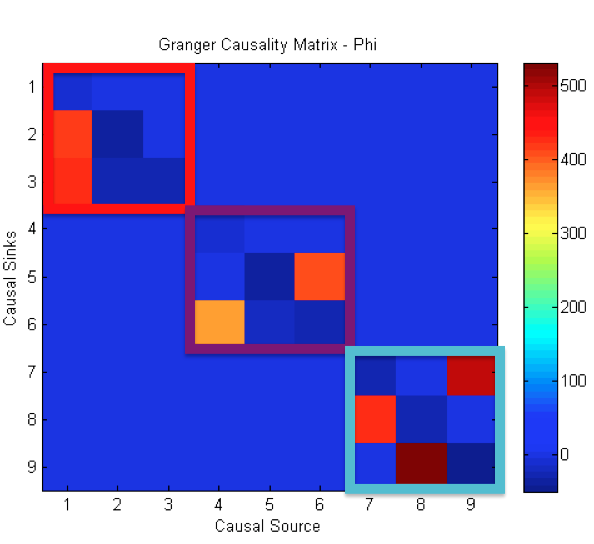
Matrice de causalité de Granger avant le test de significativité

Transposée en économie, la notion de causalité revêt une connotation technique spécifique. En effet, si une variable causait une autre variable, alors nécessairement les deux variables doivent être corrélées. À l'inverse, il ne suffit pas que deux variables soient corrélées, pour qu’il ait causalité (corrélation n'est pas causalité).

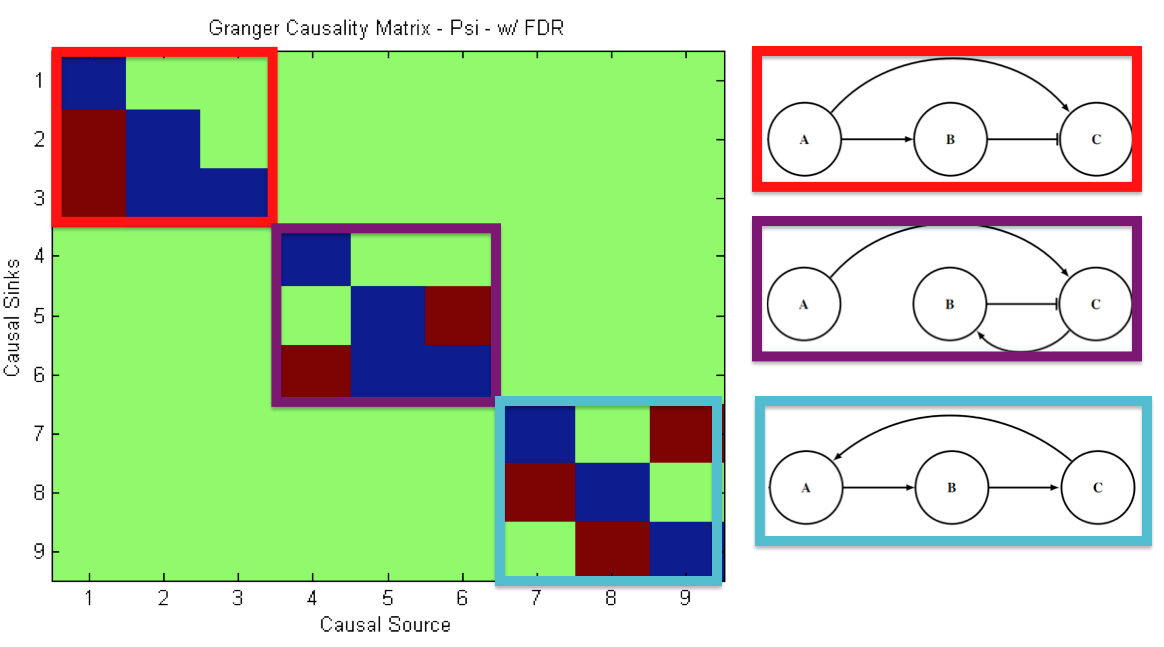
Matrice de causalité de Granger après le test de significativité

La notion de causalité introduite par Wiener en 1956, Granger en 1969 et Christopher A. Sims dans les années 1980, apparait comme le soubassement de l'analyse de relations dynamiques entre les séries chronologiques. Bien que formellement définie, elle demeure sujette à plusieurs controverses parmi les économistes.
Toutefois, l'idée de base de la causalité au sens de Granger est qu'une série temporelle {\displaystyle x_{1,t}} causerait une autre série {\displaystyle x_{2,t}}, lorsque la connaissance du passé de {\displaystyle x_{1,t}} entraîne une prévision de {\displaystyle x_{2,t}} distincte de celle fondée uniquement sur le passé de {\displaystyle x_{2,t}}. Autrement dit, une série chronologique {\displaystyle x_{1,t}} cause au sens de Granger une autre série {\displaystyle x_{2,t}}, si conditionnée aux valeurs passées de {\displaystyle x_{1,t}} l'erreur quadratique moyenne de prédiction de {\displaystyle x_{2,t+1}} est inférieure par rapport à celle où les informations relatives aux valeurs passées de {\displaystyle x_{1,t}} étaient omises. Mathématiquement :
{\displaystyle {\mbox{E}}\left[(x_{2,t}-{\mbox{E}}(x_{2,t}|\cdot ))^{2}|x_{2,t-1},x_{2,t-2},\ldots ;x_{1,t-1},x_{1,t-2},\ldots \right]}
{\displaystyle \leq {\mbox{E}}\left[(x_{2,t}-{\mbox{E}}(x_{2,t}|\cdot ))^{2}|x_{2,t-1},x_{2,t-2},\ldots \right]}
où {\displaystyle {\mbox{E}}} est un opérateur d'espérance mathématique.

## Causalité de Granger variable dans le temps
L'extension de la causalité de Granger pour intégrer sa nature dynamique et variable dans le temps permet une compréhension plus nuancée de la manière dont les relations causales dans les données de séries temporelles évoluent dans le temps. La méthodologie utilise des techniques récursives telles que les fenêtres Forward Expanding (FE), Rolling (RO) et Recursive Evolving (RE) pour surmonter les limites des tests de causalité de Granger traditionnels et comprendre les changements dans les relations causales à travers différentes périodes. Un aspect central de cette méthodologie est la commande "tvgc" de Stata. Les applications empiriques, telles que les données impliquant les frais de transaction et les sous-systèmes économiques sur Ethereum, mettent en évidence la nature dynamique des relations économiques au fil du temps.

### Ouvrages
- (en) Hamilton James D., 1994, Time Series Analysis, Princeton University Press, Princeton, New Jersey, 799p.
- Sandrine Lardic et Valérie Mignon, Économétrie des séries temporelles macroéconomiques et financières, Economica, Paris, 2002

### Articles
- Currie D., 1981, « Some Long Run Features of Dynamic Time Series Models », The Economic Journal (September), 91, 704-715.
- Dufour Jean-Marie. et D. TESSIER, 1997, « La Causalité entre la Monnaie et le Revenu : Une Analyse Fondée sur un Modèle VARMA – Echelon », L’Actualité économique, 351 – 366.
- Granger C. W. J., 1969, « Investigating causal relations by econometric models and cross spectral methods », Econometrica, 424 – 438.
- Granger Clive W. J., 1980, « Testing for causality: A Personal Viewpoint », Journal of Economic Dynamics and Control, 329 – 352.
- Pierce David A. et L. D. HAUGH, 1977, « Causality in Temporal Systems: Characterizations and Survey », Journal of Econometrics, 265 – 293.
- Sargent Thomas J., 1976, « A classical Macroeconometric Model of the United States », Journal of Political Economy, 207–237.
- Sims Christopher A., 1972, « Money, Income and Causality », American Economic Review, 62 (4): 540 - 552.
- Tsasa J.-P. K., 2013, « Causalité au Sens de Wiener – Granger : Test, Théorèmes et Précautions face aux Fausses Relations Causales », One Pager Laboratoire d'analyse-recherche en économie quantitative, 6 (2): 7 – 18.
- Wiener, N., 1956, « The Theory of Prediction », Modem Mathematics for Engineers, McGraw – Hill, New York.
- Wold H. O.A., 1954, “Causality and Econometrics”, Econometrica.
- Zellner Arnold, 1978, “Causality and econometrics”, Carnegie – Rochester Conference Series on Public Policy.
- Zellner Arnold, 1988, “Causality and Causal Laws in Economics”, Journal of Econometrics, 7 – 22.
- (en) Robert F. Engle, David F. Hendry et Jean-Francois Richard, « Exogeneity », Econometrica 51 (1983): 277-304.